# Neoghibellinismus
Der Begriff Neoghibellinismus, italienisch neoghibellinismo, kennzeichnet eine Staatstheorie und das politische Programm des italienischen Staatsmanns und spanisch-habsburgischen Großkanzlers Mercurino Arborio di Gattinara.

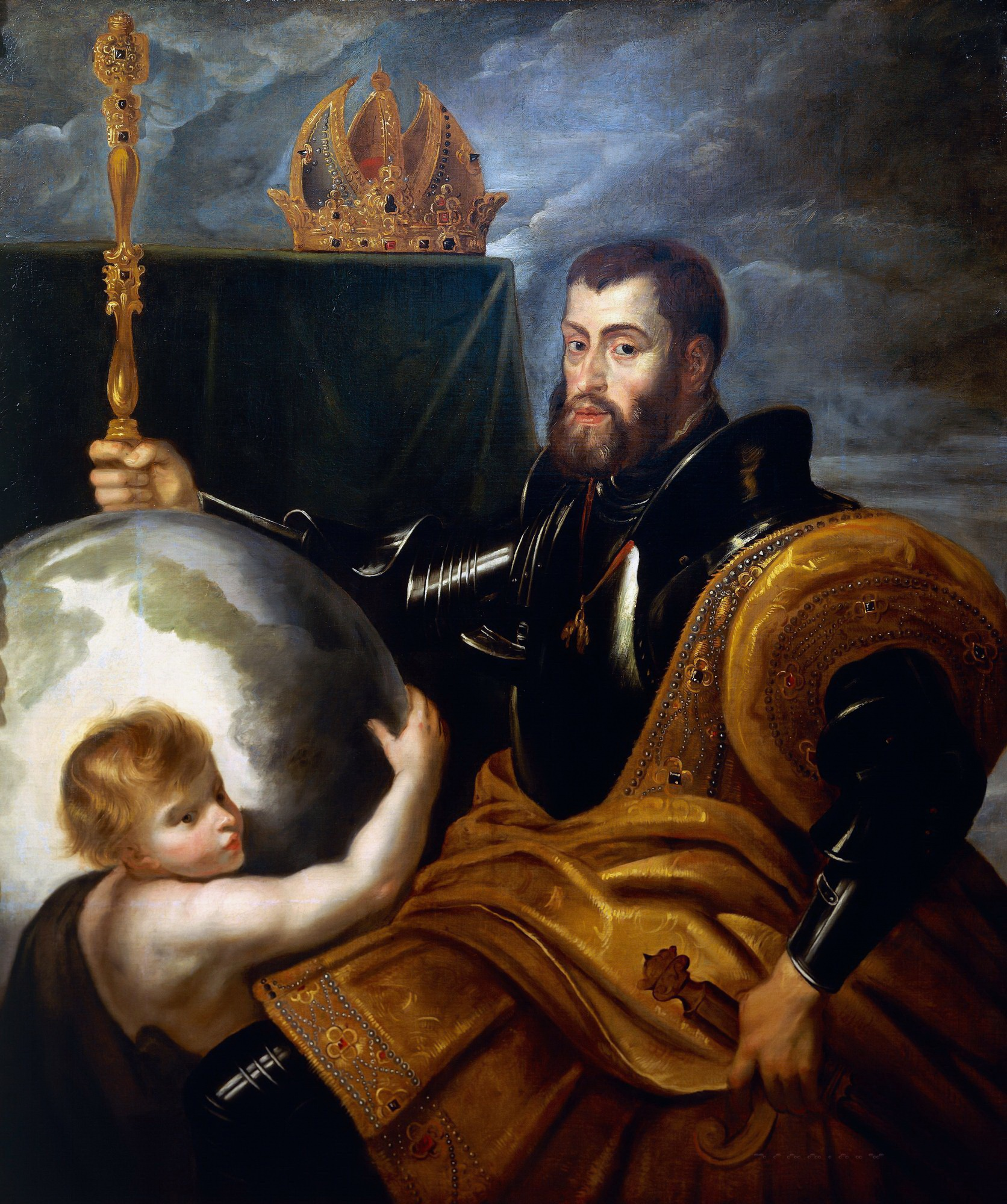
Peter Paul Rubens: Allegorie auf Kaiser Karl V. als Weltenherrscher, um 1604, Residenzgalerie Salzburg

Angelehnt an den Begriff Ghibellinen als Sinnbild italienischer Parteinahme zugunsten des römisch-deutschen Kaisers fußte es auf dem politisch-ideellen Konzept der Universalmonarchie und dem christlichen Topos von Jesus Christus als dem Hirten und verfolgte in Bezug auf die christliche Staatenwelt die Zielvorstellung, den spanisch-habsburgischen König Karl I. nicht nur das Kaisertum des Heiligen Römischen Reichs und die Beherrschung Italiens zu verschaffen, sondern durch Subordination aller christlicher Fürsten darüber hinaus auch zum übernationalen Hegemonen der (christlichen) Welt zu positionieren.
Zeitgenössisch wurden hierfür die Ausdrücke „Monarchia universalis“ und „Dominium mundi“ gebraucht. Das Programm war gegen einen politisch-staatlichen Pluralismus in Europa gerichtet und weckte innerhalb des Heiligen Römischen Reichs und in Italien die Erwartung, dass das reichsfeindlich gesinnte Frankreich zurückgedrängt und an Frankreich verlorene reichsitalienische Gebiete (Mailand, Genua, Provence) zurückgewonnen werden könnten. Es nutzte antikuriale Strömungen, wie sie seit der Spätzeit Maximilians I. im Reich weit verbreitet waren, und einen antifranzösisch akzentuierten Reichspatriotismus.
Auf diesen Strömungen und Konzepten gründend gelang es Gattinara tatsächlich, für den spanischen König das römisch-deutsche Kaisertum als Voraussetzung der imperialen, universalmonarchischen Ansprüche zu erringen. Der Erfolg des Neoghibellinismus manifestierte sich schließlich in einem spanischen Weltreich. Maßgeblich war bei der Kaiserwahl Karls, dass bedeutende Kräfte des oberdeutschen Frühkapitalismus (Fugger, Welser) und einige italienische Bankhäuser bereit waren, die kurfürstlichen Wahlforderungen in Höhe von 850.000 Gulden zu finanzieren.
Im Zusammenhang mit der italienischen Politik des 19. Jahrhunderts und dem Risorgimento bezieht die italienische Politik- und Geschichtswissenschaft den Begriff neoghibellinismo auf Strömungen, die gegen propäpstliche, föderalistische Aspekte der Politik der Neoguelfen gerichtet waren und einen italienischen Zentralstaat anstrebten.